# Liste der Stolpersteine in der Provinz Toledo

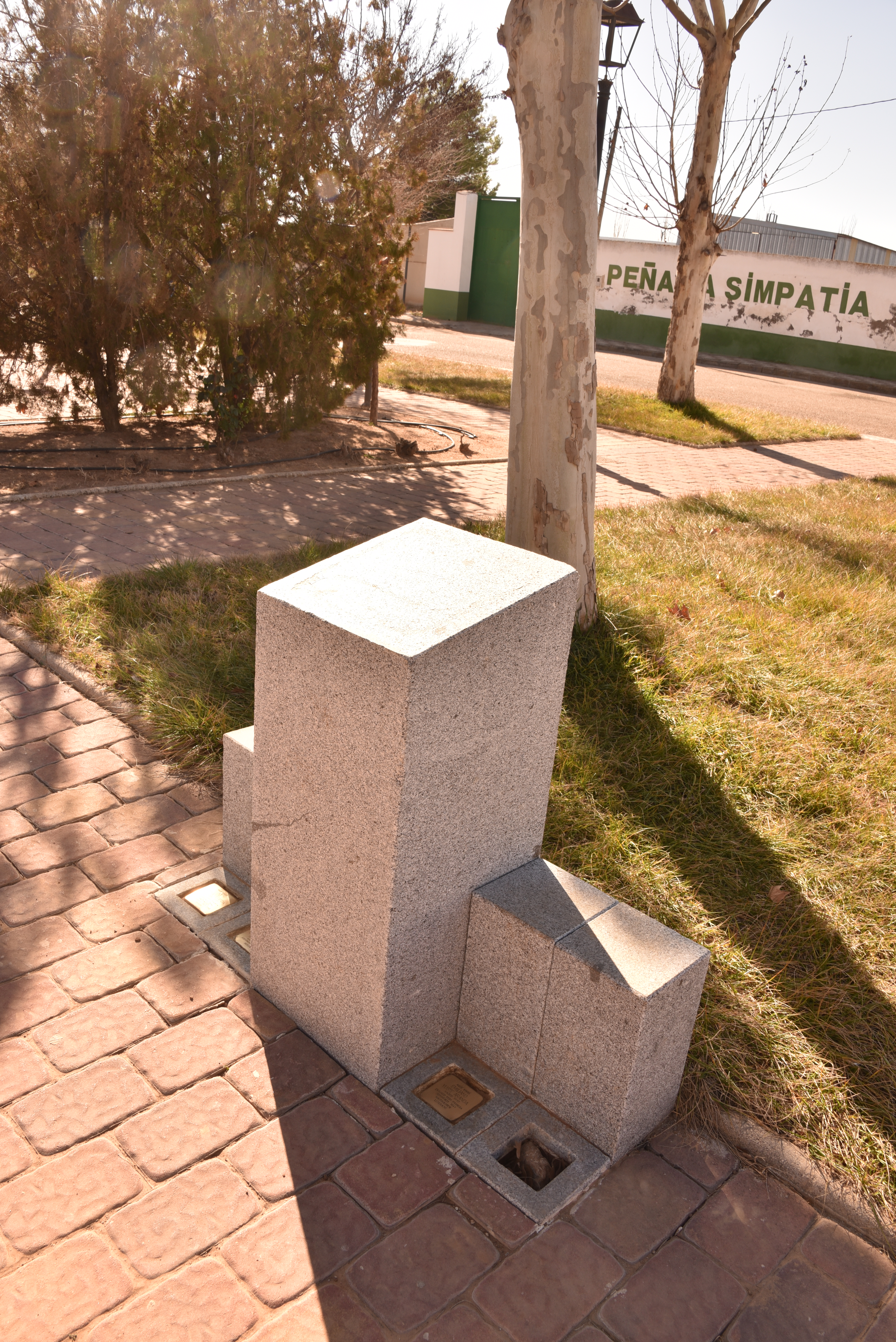
Stolpersteine in Camunas, als der vierte Stein noch nicht verlegt war

Die Liste der Stolpersteine in der Provinz Toledo enthält die Stolpersteine, die vom deutschen Künstler Gunter Demnig in der spanischen Provinz Toledo verlegt wurden. Die Provinz Toledo zählt zur Autonomen Gemeinschaft Kastilien-La Mancha. Stolpersteine erinnern an das Schicksal der Menschen, die von den Nationalsozialisten ermordet, deportiert, vertrieben oder in den Suizid getrieben wurden. Sie liegen im Regelfall vor dem letzten selbstgewählten Wohnsitz des Opfers.
Die kastilische Übersetzung des Begriffes Stolpersteine lautet: pedres que fan ensopegar. In Spanien werden sie jedoch zumeist piedras de la memoria (Erinnerungssteine) genannt. Die ersten Verlegungen fanden am 10. Juni 2021 in Camuñas ab.

## Verlegte Stolpersteine

### Camuñas
In Camuñas wurden vier Stolpersteine verlegt, sie befinden sich auf der Plaza Vieja. 
| Stolperstein | Übersetzung | Name, Leben                         |
| ------------ | --- | ----------------------------------- |
|              | HIER LEBTE PEDRO GALLEGO ROMERO GEBOREN 1917 EXIL 1939 FRANKREICH DEPORTIERT 1941 MAUTHAUSEN ERMORDET 8.1.1942 GUSEN | Pedro Gallego Romero (1917–1942)    |
|              | HIER LEBTE NOÉ ORTEGA ARANDA GEBOREN 1917 EXIL 1939 FRANKREICH DEPORTIERT 1940 MAUTHAUSEN ERMORDET 30.1.1942 GUSEN   | Noé Ortega Aranda (1917–1942)       |
|              | HIER LEBTE EMILIANO YUSTE ARANDA GEBOREN 1917 EXIL 1939 FRANKREICH DEPORTIERT 1941 MAUTHAUSEN BEFREIT                | Emiliano Yuste Aranda (1917–2002)   |
|              | HIER WOHNTE VENANCIO TAPIAL ALMANSA JG. 1917 EXIL 1939 FRANKREICH DEPORTIERT 1941 GUERNSEY BEFREIT                   | Venancio Tapial Almansa (1917–1941) |

### Olías del Rey
In Olías del Rey wurden zwei Stolpersteine an der Ecke Calle Honda und Calle Venta de Arriba verlegt.
| Stolperstein | Übersetzung | Name, Leben                             |
| ------------ | --- | --------------------------------------- |
|              | IN OLIAS DEL REY LEBTE CRISPULO AGUADO BALLESTEROS GEBOREN 1912 DEPORTIERT 1941 MAUTHAUSEN ERMORDET 19.12.1941 GUSEN | Críspulo Aguado Ballesteros (1912–1941) |
|              | IN OLIAS DEL REY LEBTE JUAN TORDESILLAS ARELLANO GEBOREN 1905 DEPORTIERT 1941 MAUTHAUSEN ERMORDET 16.11.1941 GUSEN   | Juan Tordesillas Arellano (1905–1941)   |

## Verlegedaten
- Camuñas: Die ersten beiden Verlegungen erfolgten am 10. Juni 2021 (für Pedro Gallego Romero und Noe Ortega Aranda). Anwesend war Patrocinio Yuste Aranda, die damals 106 Jahre alte Schwester von Emiliano Yuste Aranda.[2] Die Verlegung von dessen Stolperstein wurde COVID-19-bedingt verschoben, um Verwandten aus Frankreich und England die Möglichkeit zur Anreise zu geben.[3]

- 2. Dezember 2023: Olías del Rey